# Географія Словаччини

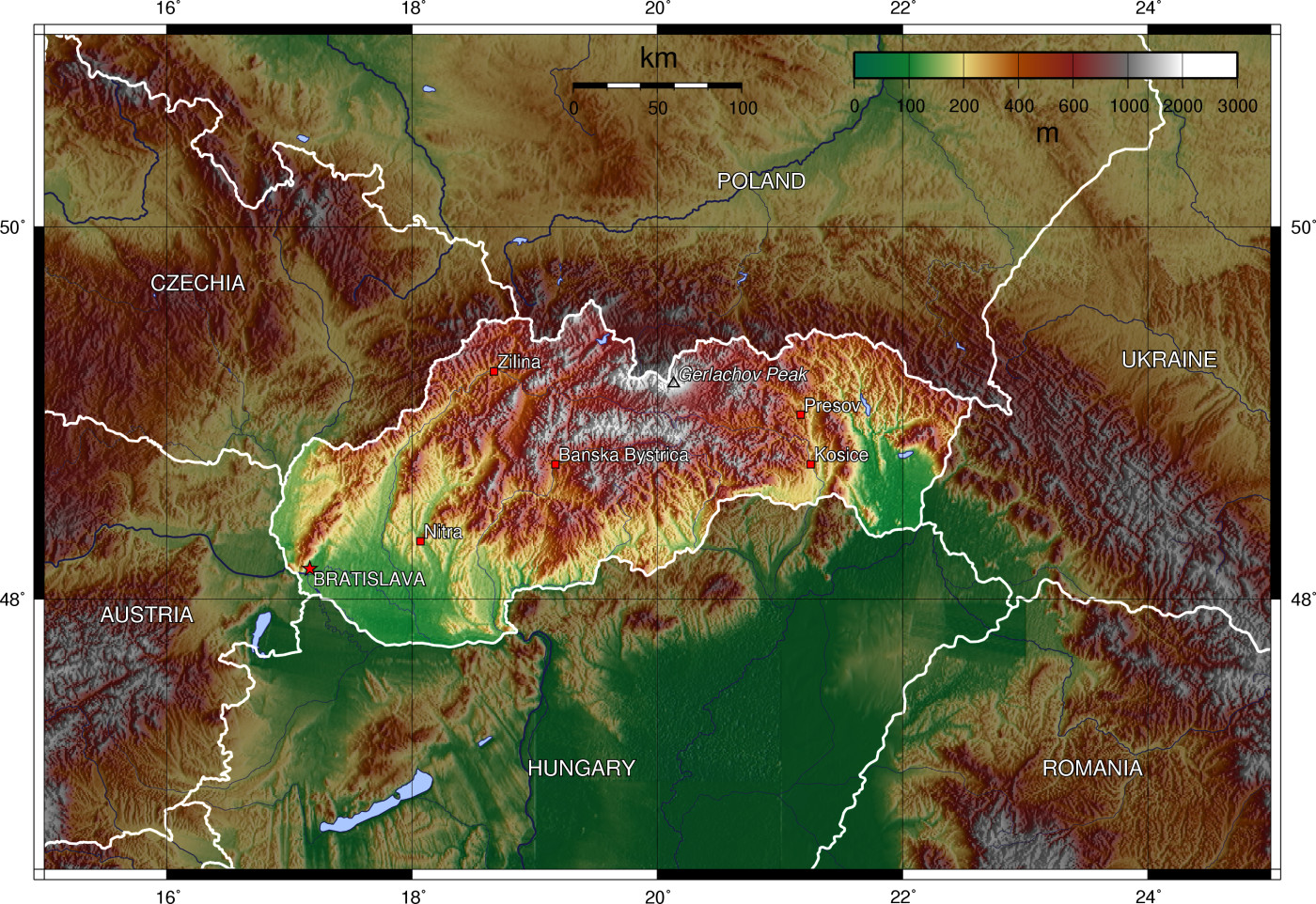
Карта Словаччини

Словаччина — країна Центральної Європи. Площа держави — 48 845 тис. км².

## Назва
Назва країни пов'язана з назвою слов'янських племен. Сам термін слов'яни загальноприйнятої етимології не має. Існує кілька версій походження. Серед основних виводять назву:
- від кореня slaṷos народ;
- від гідронімів, що походять від індоєвропейського кореня зі значенням обмивати, очищати, наприклад, назви річок Слуя, польські назви річок Sɫawa, Sɫawica, сербське Славница;
- від слово (люди, що говорять по-нашому, на відміну від іншомовних племен німців, німих);
- від індоєвропейського кореня *kleu-, основне значення якого чути, у значенні слава і популярність, тобто відомі люди.

Цей етнонім як племінний закріпився в ході етногенезу не тільки словаків (словац. slováci), а також словенців (словен. Slovenci), словінців (slovinci) та ільменських словєн — жителів Новгородської землі. Сучасна словацька форма «Словаччина» (словац. Slovensko) вперше зафіксована у 1675 в заяві броумовського домену, направленій гайтманові краю в Угерському Градішті.

## Географічне положення

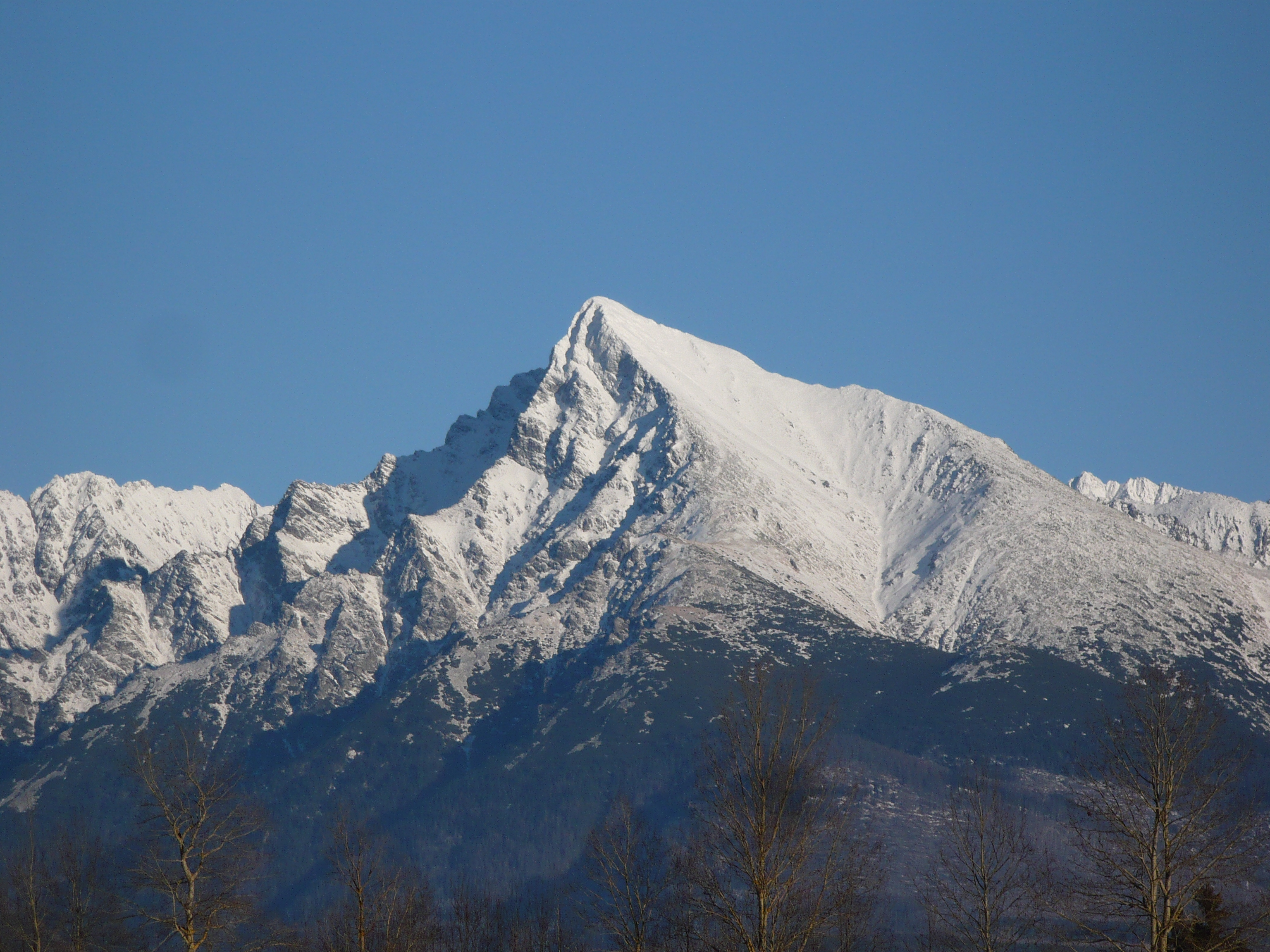
Кривань

Словаччина межує на півночі з Польщею, на сході — з Україною, на півдні — з Угорщиною, на заході — з Австрією і Чехією. Виходу до моря не має.

## Геологія

### Корисні копалини
Корисні копалини зосереджені переважно у Словацьких Рудних горах: залізні руди, руди марганцю, поліметалеві; родовища сурми, магнезиту.

## Рельєф
Словаччина переважно гірська країна, оточена з півночі і північного сходу гірськими хребтами низьких і середньовисоких гір Західних Карпат з м'якими, округлими формами рельєфу. Найбільшої висоти гори сягають у Високих Татрах, що мають скелясті вершини з альпійським рельєфом, сніжниками і слідами давнього заледеніння. У Високих Татрах розташована найвища точка країни і Карпатських гір загалом — пік Герлаховський штит (словац. Gerlachovský štít), висотою 2655 м, а також піки Кривань, Дюмб'єр, висота яких перевищує 1850 м. На південь гори знижуються, утворюючи кілька хребтів, витягнутих у субширотному напрямку (Низькі Татри, Словацькі Рудні гори) з південного заходу на північний схід (Велика і Мала Фатра й інші). На сході — окремі хребти Східних Карпат (Вигорлат та інші). На півдні переважають височини, розділені родючими долинами, по яких течуть численні річки, які згодом впадають у Дунай.
Ближче до Дунаю в районі Братислави і Комарно розташована Тисо-Дунайська низовина. Низовини займають невеликі площі на південному заході (Тисо-Дунайська низовина) і на південному сході (Закарпатська низовина).

## Клімат
Клімат Словаччини помірно-континентальний. Зима холодна і суха; літо тепле і вологе. Річні суми опадів в середньому 500–700 мм на рік; у горах перевищують 1000 мм, а на рівнинах становлять менше 500 мм на рік. Сніговий покрив на рівнинах мінливий, у горах лежить до 3 місяців. Середня температура січня у Братиславі −1° С, липня +21° С. У горах зима холодніша, а літо прохолодніше.

## Гідрографія

### Річки
Дунай утворює південно-західний кордон країни. У нього впадає більшість карпатських річок, що течуть у південному напрямку. Найбільші притоки: Ваг, Нітра і Грон. На сході карпатські річки Лаборець, Ториса, Ондава й інші належать до басейну річки Тиси — найбільшої притоки Дунаю.

## Рослинність
Ліси займають майже 40 % території країни. Південні схили гір вкриті, широколистяними (бук 31% лісів країни, дуб 10%) або змішаними лісами, на північних схилах ростуть хвойні ліси (ялина 29%, ялиця 9%). Вище в горах розташовані альпійські луки.

## Тваринний світ
У гірських лісах водяться олені і рисі, зустрічаються вовки і ведмеді, з дрібних тварин — лисиці, білки, ласки.

## Стихійні лиха та екологічні проблеми

### Сейсмічність
Територія Словаччини належить до відносно слабкосейсмічних областей. На території Словаччини землетруси можуть досягати 5-7 балів (за шкалою Ріхтера). Більша частина зареєстрованих у Словаччині землетрусів мали епіцентри за межами її території  — в сусідніх областях молодого гороутворення в Альпах і Карпатах. Проте, неспокійним в сейсмічному плані є район міста Гуменного, де досить потужні землетруси виникали, як в далекому 1778 році, так і в сучасному 2023 році.